# イオンタウン金沢示野
イオンタウン金沢示野（イオンタウンかなざわしめの）は、石川県金沢市戸板西1丁目にあるイオンタウン株式会社が開発・運営を行っている複合商業施設（ショッピングセンター）である。「マックスバリュ金沢しめの店」が核店舗である「マックスバリュ棟」を中心とした一つのショッピングタウンを形成している。

## 概要
2006年8月1日、イオン金沢示野ショッピングセンター（イオン金沢示野SC）として開業。金沢市の中心市街地より西側約3kmの駅西地域に位置している。金沢バイパス（国道8号）沿線に隣接し、北陸自動車道の金沢西インターチェンジからも2.5kmと、アクセスが至便のうえ、周辺では住宅開発も見込まれている。
本SCのコンセプトは、「地域の皆さまが日々のくらしの中で、目的に応じたご利用のできる“街の交流拠点”としての役割を担うことで、より皆さまにご満足いただけるSC」である。
2011年11月21日、運営会社をイオンリテール株式会社からイオンタウン株式会社に移管した上でSC名を「イオン金沢示野ショッピングセンター」から「イオンタウン金沢示野」に変更した。

## 主なテナント
詳細は、公式サイトを参照
マックスバリュ棟
- マックスバリュ[5]
- 31アイスクリーム[5]
- サイゼリヤ[5]
- 西松屋[5]

イースト棟
- ダイソー[5]
- GU[5]
- ABCマート[5]

専門店棟
- ジョーシン[5]
- DCMカーマ[5]
- Super 2nd STREET[5]
- 餃子の王将[5]
- SEGA[5]

## 交通アクセス

### 自動車
- E8 北陸自動車道 金沢西IC下り入口より車で4分[1]
- E8 北陸自動車道 金沢西IC下り出口より車で5分[1]
- E8 北陸自動車道 金沢西IC上り入口より車で7分[1]
- E8 北陸自動車道 金沢西IC上り出口より車で5分[1]
- E8 北陸自動車道 白山IC下り入口より車で8分[1]

### バス
- JR北陸本線金沢駅西口より北鉄金沢バス52系統乗車。「示野ショッピングセンター」バス停下車すぐ[3]